# Махатма

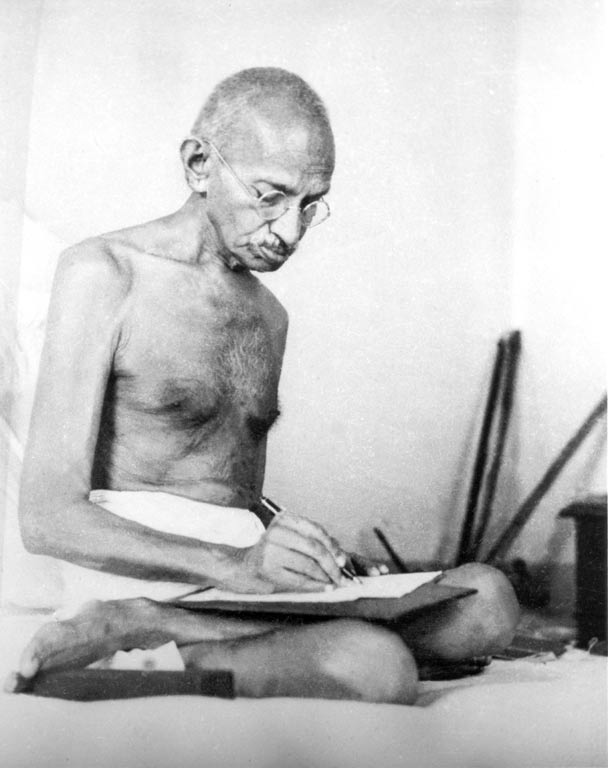
Махатма Ганди

Маха́тма (дев. महात्मा, IAST: mahātmā, букв. «великая душа») — в индуистской мифологии и теософии одно из наименований мирового духа. В индуизме этот эпитет применяется к высокодуховным, сверхмирским личностям — риши в эпосе, Кришне в «Бхагавад-гите», некоторым божествам и пр.
В современной Индии — уважительный титул, добавляемый к имени особо почитаемых лиц, выдающихся общественных деятелей. Этим термином называли таких заметных людей, как Мохандас Карамчанд Ганди и Джотиба Пхуле (Jyotirao Phule). Применительно к Ганди понятие популяризовал индийский писатель Рабиндранат Тагор.

## Этимология
Термин Махатма представляет собой комбинацию из двух санскритских слов: маха (большой) и атма (душа), что можно перевести как «великая душа».

## Теософия
Слово махатма, применительно к гималайским адептам, первым ввёл в теософский лексикон индусский теософ Дамодар Маваланкар. Основательница Теософского Общества Е. П. Блаватская при упоминании (устном и письменном) своих Учителей (англ. the Masters of the Wisdom) часто называла их Махатмами.
В своих книгах Елена Блаватская описывала Махатму как возвышенное существо, достигшее совершенного контроля над своими низшими проявлениями, освободившееся от гнёта «плотского человека». В её понимании, Махатма — это человек, который, благодаря специальным техникам и подготовке, достиг высокого духовного знания и развил в себе высшие способности, доступные остальным людям только после множества перевоплощений на пути духовной эволюции, возможной только в том случае, если они будут развиваться, а не уничтожат самих себя, живя против законов природы.
В соответствии с теософским учением, Махатма — не бестелесный дух, а высокоразвитый человек, занятый индивидуальным духовным ростом и развитием земной цивилизации в целом. Блаватская была в наше время первой из тех, кто утверждал о своей связи с этими адептами, в частности, с Махатмой Кут Хуми и Махатмой Мориа. Д-р Элвин Кун писал о Махатмах:

Учителя, о которых мы узнали из теософии, — это просто учащиеся старших классов в школе жизни. Они — члены нашей собственной эволюционной группы, а не пришельцы из небесных сфер. Они, действительно, супермены, но всего лишь в области знания законов жизни и по части мастерства в использовании своих сил, к чему мы пока лишь стремимся.
Оригинальный текст (англ.)The Masters whom Theosophy presents to us are simply high-ranking students in life's school of experience. They are members of our own evolutionary group, not visitants from the celestial spheres. They are supermen only in that they have attained knowledge of the laws of life and mastery over its forces with which we are still struggling.
В декабре 1879 года Блаватская приехала по приглашению Альфреда Синнетта в Аллахабад (Индия). Серьёзный интерес Синнетта к теософскому учению и к работе Теософского Общества побудил Блаватскую согласиться в 1880 году на пересылку его письма «Неизвестному Брату» (так он написал на конверте). Переписка продолжалась около четырёх лет.
Почерпнув из этой переписки некоторые сведения из области оккультизма, Синнетт написал книги «Оккультный мир» (1881) и «Эзотерический буддизм» (1883), которые оказали значительное влияние на общественный интерес к теософии. Большая часть писем 1880—1884 годов, содержащих объяснения и ответы Махатм на вопросы Синнетта, опубликована в Лондоне в 1923 году как «Письма Махатм Синнетту». В первые годы после создания Теософского общества, Махатмы переписывались со многими его участниками. Большая часть этих писем напечатана в двух томах, названных «Письма Учителей Мудрости».
Елена Рерих писала, что индусы многое знают о своих Махатмах, но охраняют это священное знание от посторонних. В частности, многие не хотели, чтобы Блаватская раскрывала их имена миру.

## Критика
По мнению российского востоковеда Андрея Парибка, традиционное для Индии представление о Махатмах существенно отличается от понимания этого слова, принятого в теософии.
Само существование теософских Махатм и их учеников часто порождало довольно жаркие споры. Критики Елены Блаватской постоянно ставили под сомнение её связь с Махатмами, а также вообще их существование. Но около 25 человек утверждали, что видели или даже встречались с Учителями. В конце XX века К. Пол Джонсон в ряде своих публикаций выдвинул интересную, но противоречивую теорию о Махатмах.
После смерти Блаватской в 1891 году, множество людей утверждали, что имеют связь с её Учителями и что теперь они являются новыми «посыльными» Махатм, передавая различные новые эзотерические знания. Сейчас различные нью-эйджевские, метафизические и религиозные организации ссылаются на связь с этими Учителями, несмотря на то, что характер их учений существенно отличается от того, что писали теософские авторы.